# Schifflingen
Schifflingen (luxemburgisch Schëfflengⓘ, französisch Schifflange) ist eine Gemeinde im Großherzogtum Luxemburg und gehört zum Kanton Esch an der Alzette.

## Geographie

### Lage
Die Ortschaft liegt etwa zwei Kilometer östlich der Stadt Esch an der Alzette und 15 Kilometer südwestlich von Luxemburg.
Südlich von Schifflingen befindet sich  der „Schëfflénger Bierg“, auf dessen Anhöhen Kalkbuchenwald steht. Dort vorhandene Grabungs- und Aufschüttungsflächen stammen aus früherer Zeit des Bergbaus.

### Geologie

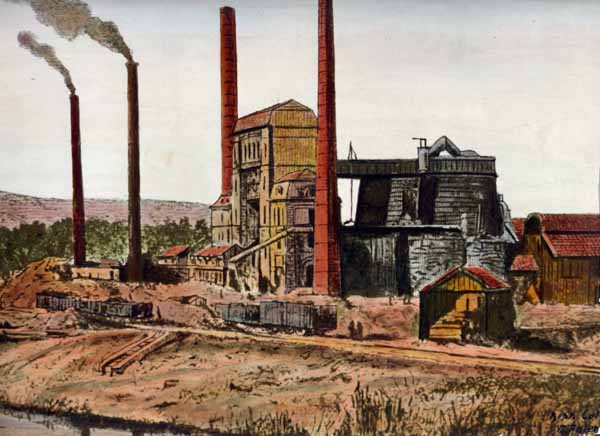
„Metzerschmelz“

Ein geologischer Aufschluss macht die kalkigen Sandsteinformationen des oberen Lias sichtbar; diese enthalten aber nur im Differdinger Becken Minetteablagerungen. Am Schifflinger Berg liegen  die Minette führenden Schichten höher, nämlich in den unteren Formationen des Dogger.

## Geschichte
Die Herausgeber des Urkundenverzeichnisses „Regnum Francorum online“ verzeichnen in „Scuffelingen“ drei Schenkungen an das Kloster Echternach, zwei davon kurz hintereinander in den Jahren 798–799, die dritte und vermutlich letzte zwischen 877 und 878 (RFO Echternach 117, 118, 154). Der Ort, der zuvor ein Gemeindeteil von Esch an der Alzette gewesen war, wurde erst am 31. August 1876 durch ein Dekret Prinz Heinrichs der Niederlande vom 6. Juli 1876 zu einer eigenständigen Gemeinde erhoben.
Für Schifflingen war früher der Bergbau ein wichtiger Wirtschaftsfaktor. Der Abbau der grauen Minette erfolgte von 1892 bis 1927 in der „Gro Minière“. Der Stollen wurde von der deutschen Wehrmacht gesprengt, um zu verhindern, dass sich dort Widerständler versteckten. 1865 errichtete Metz & Cie die „Metzerschmelz“ an den Ausläufern des Lallinger Berges. Das „Binnchen“ dorthin führte über die „Schwaarz Bréck“, die Ende der 1870er Jahre wegen Baufälligkeit abgerissen wurde. Die Gesellschaft fusionierte am 21. Oktober 1911 in die A.R.B.E.D. (Aciéries Réunies de Burbach, Eich, Dudelange), und es wurde ein Stahl- und Walzwerk gebaut.
Nach der Besetzung Luxemburgs durch die deutsche Wehrmacht am 10. Mai 1940 bildete sich um den Lehrer Albert Wingert eine Widerstandsbewegung, die auf dem Friedhof am Schifflinger Berg eine Druckerei, ein Waffenlager sowie einen Geheimsender versteckt hielt. Als im August 1942 für Luxemburger die allgemeine Wehrpflicht eingeführt wurde, kam es zum Luxemburgischen Generalstreik, worauf die Besatzungsmacht mit Erschießungen, Deportationen in Gefängnisse und Konzentrationslager sowie Zwangsumsiedlungen reagierte. Insgesamt mussten etwa hundert Schifflinger ihr Leben unter dem Nationalsozialismus lassen.

## Politik

### Gemeinderat
| Gemeinderatswahl Schifflingen 2023 %403020100 34,6 %32,4 %12,1 %11,2 %9,8 % LSAPCSVGréngDPLénkGewinne und Verlusteim Vergleich zu 2017 %p 10 8 6 4 2 0 −2 −4 −6−3,8 %p−4,8 %p−4,5 %p+3,4 %p+9,8 %pLSAPCSVGréngDPLénk | Sitzverteilung im Gemeinderat Schifflingen seit 2023Insgesamt 15 Sitze - Lénk: 1 - LSAP: 6 - Gréng: 2 - DP: 1 - CSV: 5 |

## Bevölkerungsentwicklung
Schifflingen belegt, bezogen auf die Gemarkungsfläche, den viertletzten Platz der größten Gemeinden des Landes, steht aber, was die Bevölkerungszahl betrifft, an achter Stelle (Gemeinden) bzw. an fünfter Stelle (Ortschaften). Neue Wohngebiete (z. B. „Cité Op Hudelen“) und Gewerbeflächen sind entstanden, sodass die Marke von 10.000 Einwohnern im Jahr 2017 überschritten wurde. Mit einer Bevölkerungsdichte von 1.465 (Stand 1. Januar 2021) Einwohnern pro Quadratkilometer ist Schifflingen nach Luxemburg-Stadt und Esch/Alzette die am drittdichtesten besiedelte Ortschaft bzw. Gemeinde Luxemburgs.
| Jahr | Einwohner | Anmerkungen                                                                   |
| ---- | --------- | ----------------------------------------------------------------------------- |
| 1818 | 424       | als Gemeindeteil von Esch an der Alzette                                      |
| 1837 | 626       | [ 5 ]                                                                         |
| 1847 | 610       | [ 5 ]                                                                         |
| 1869 | 724       | bei 125 Feuerstellen (Haushaltungen)                                          |
| 1870 | 767       | [ 5 ]                                                                         |
| 1876 | –         | am 6. Juli, Abtrennung des Gemeindeteils Schifflingen von Esch an der Alzette |

## Freizeitangebote
Der „Schëfflénger Bierg“ ist durch einen acht Kilometer langen Rundwanderweg, der am Sportzentrum/Schwimmbad beginnt, als Naherholungsgebiet erschlossen. Auf den ehemaligen Abraumhalden des Bergbaus wächst Trockenrasen, der insbesondere durch das Vorkommen von Orchideen bemerkenswert ist.

## Gemeindepartnerschaft
Partnergemeinde von Schifflingen ist die elsässische Gemeinde Drusenheim im französischen Département Bas-Rhin.

## Söhne und Töchter der Stadt
- Jean Kugeler (1910–1983), Kunstturner
- Astrid Lulling (* 1929), Politikerin
- Jean Spautz (* 1930), Politiker
- Pol Sax (* 1960), Schriftsteller
- Gilles Müller (* 1983), Tennisspieler
- Ben Gastauer (* 1987), Radprofi bei AG2R La Mondiale
- Nathalie Lamborelle (* 1988), Radrennfahrerin

### Personen, die mit der Stadt in Verbindung stehen
- Miralem Pjanić (* 1990), bosnischer Fußballspieler, spielte in der Jugend vom FC Schifflingen 95